# Enea Vico
Enea Vico (29. ledna 1523, Parma, Itálie – 18. srpna 1567, Ferrara, Itálie) byl italský groteskní rytec.

## Život
Enea Vico pocházel ze šlechtické rodiny. Jeho matka zemřela při porodu. Když mu byly dva roky, zemřel mu i otec. Svou profesionální kariéru zahájil v Parmě a v Římě. V letech 1541 až 1542 vyrobil na zakázku Tommasa Barlachiho 24 groteskních rytin, což bylo jeho první významnější dílo. Svůj styl převzal od Marcantonia Raimondiho a během svého života se stal nejslavnějším rytcem v celé Itálii.
V roce 1543 vytvořil známou sérii rytin na starožitných vázách, kterou nyní vlastní Muzeum vévody Antona Ulricha v Braunschweigu. Poté odešel do Florencie, kde tvořil rytiny pro velkovévodu toskánského, Cosima I. Medicejského. V roce 1550 přesídlil do Augsburgu, kde v letech 1551, a poté v roce 1557 vydal dva svazky s rytinami augsburských žen, s názvem Donne Auguste. Později se dostal na dvůr Alfonse II. d'Este, vévody ferraského. Tam vytvořil dalších asi 500 rytin z vévodského paláce ve Ferraře, kde také roku 1567 zemřel.

## Díla
- s Antoniem Zantani: Le immagini degli imperatori, 1548
- Donne Auguste, 1550/1551
- Immagini delle Donne Auguste, 1557
- Discorsi di M. Enea Vico Parmigiano sopra le medaglie degli antichi, 1558
- Tavola Isiaca, 1559
- Commentari alle antiche medaglie degli imperatori romani, 1560